# Agmina parie
Agmina parie là một loài Trichoptera trong họ Ecnomidae. Chúng phân bố ở miền Australasia.